# Ferrovia Velletri-Terracina
La ferrovia Velletri-Terracina è una linea ferroviaria che collegò in origine Velletri a Terracina, transitando per le pendici occidentali dei monti Lepini ed Ausoni e lambendo le antiche paludi pontine. Dagli anni cinquanta restò aperta parzialmente all'esercizio solo fra la stazione di Priverno-Fossanova e quella di Terracina.
Dal 2012 quest'ultima tratta è stata sostituita da autocorse a causa di una frana.

## Storia
Prevista dalla legge Baccarini, la linea fu attivata il 27 maggio 1892.
A seguito della costruzione della vicina "direttissima" Roma-Napoli, negli anni venti, la tratta da Velletri a Priverno divenne rapidamente obsoleta e sottoutilizzata, perché il collegamento tra Roma e Terracina poteva usufruire della nuova linea.
Danneggiata dagli eventi della seconda guerra mondiale, la linea venne riattivata nella sua interezza nel 1947.
Il servizio ferroviario sulla tratta Velletri-Priverno fu sospeso il 1º dicembre 1957, e la tratta fu definitivamente soppressa il 7 ottobre dell'anno successivo.

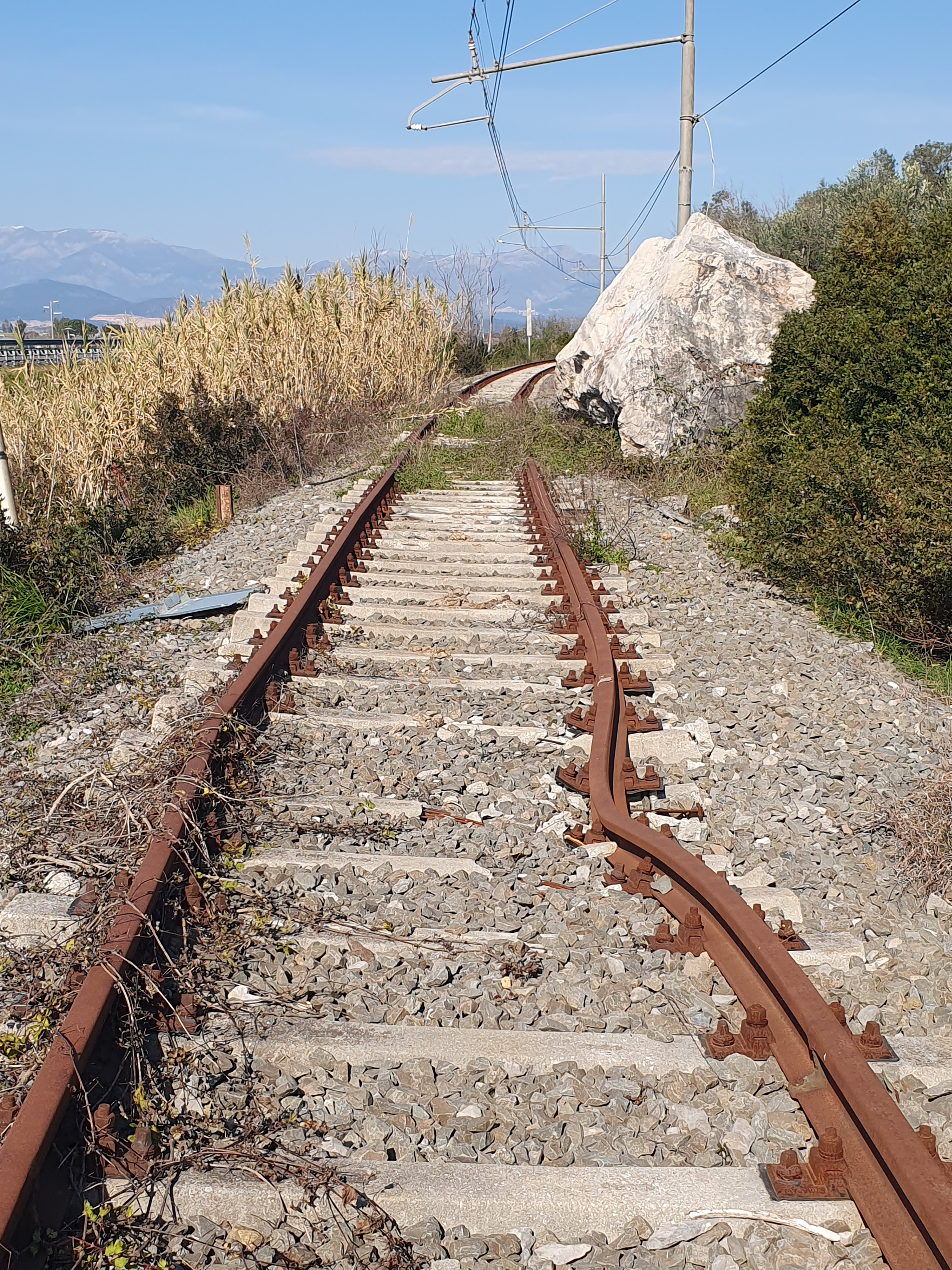
Il luogo della frana nei pressi di Terracina, come si presenta al 2023

Rimase in esercizio il tronco terminale da Priverno a Terracina, intersecante la direttissima Roma-Napoli presso la stazione di Priverno-Fossanova. Questa tratta fu esercita a trazione Diesel e a vapore con servizi locali, in coincidenza dei treni tra Roma e Napoli, e con un contenuto servizio merci.
La tratta Priverno-Fossanova-Terracina fu riarmata ed elettrificata tra il 1982 ed il 1993, mentre sul breve tronco Priverno-Fossanova tali lavori non furono mai ultimati; il tronco da allora risulta abbandonato sebbene sia ancora armato e sia usato sporadicamente solo come raccordo merci o come semplice deposito di rotabili destinati a demolizione.
La tratta ferroviaria da Priverno-Fossanova a Terracina, lunga 18 km, ha operato con esercizio ferroviario a spola dal 1993 fino al 2012, anno in cui il servizio fu interrotto sull'intero percorso a causa di una frana tra le stazioni di Frasso e La Fiora. Le intense piogge che avevano colpito la zona nelle ore precedenti provocarono lo smottamento, che fortunatamente non coinvolse alcun treno. 
Già intorno alla metà degli anni 2000 la tratta fu esposta al rischio di chiusura, avendo una sola coppia di treni al giorno diretti a Roma Tiburtina oppure Roma Ostiense. Tuttavia, una riorganizzazione del servizio portò all'istituzione di alcune coppie di treni regionali tra Roma Termini e Terracina. Il tempo di medio percorrenza al 2012 tra Roma Termini e Terracina era di circa 1 ora e 20 minuti.
Dal 2017, la Regione Lazio ha assegnato 4 milioni di euro per la messa in sicurezza, ma i lavori non sono ancora iniziati: il Comune non aveva previsto né la presenza di ulivi da espiantare sulle aree limitrofe né una condotta che passava proprio sotto i terreni interessati dai lavori.
Durante un tavolo tecnico avvenuto il 15 febbraio 2024 al Ministero dei Trasporti, RFI ha espresso disponibilità, ma ha al contempo evidenziato la necessità di un investimento di oltre 60 milioni di euro, in aggiunta ai 15 milioni per la messa in sicurezza del Monte Cucca.
Il 15 aprile 2025 si è svolto un incontro con il Ministero dei Trasporti per discutere la riattivazione della linea ferroviaria Terracina–Priverno Fossanova. Durante la riunione è stata istituita una cabina di regia con il compito di coordinare sia il processo di ripristino della tratta ferroviaria sia gli interventi per la messa in sicurezza del Monte Cucca.
All'incontro hanno partecipato diversi enti, tra cui Anas, RFI, ASTRAL e la Regione Lazio, con l'obiettivo di operare in sinergia per accelerare i lavori. Per la messa in sicurezza del versante è stato stimato un investimento complessivo di circa 10 milioni di euro, di cui soltanto 4 milioni risultano già stanziati. La fase di progettazione e realizzazione dovrebbe durare circa 7 mesi. Per quanto riguarda la riattivazione della linea ferroviaria, invece, i tempi di completamento sono stimati tra 24 e 36 mesi, ma i fondi necessari dovranno essere quantificati in un nuovo incontro.
Al mese di luglio 2025 la ferrovia è ancora sospesa al traffico. Tuttavia, la tratta è ancora presente negli orari ufficiali grazie ai bus sostitutivi di Trenitalia, che collegano le due località in circa 25 minuti. Alcune corse effettuano fermate intermedie a Frasso, Capocroce e Ruderi di Sibilla.
Dal 2017, a seguito del cambio di denominazione della stazione di Monte San Biagio in Monte San Biagio-Terracina Mare, il comune di Terracina ha progressivamente potenziato i collegamenti tra il centro città e la linea Roma-Formia-Napoli con una percorrenza di circa 15-20 minuti mediante bus COTRAL.

## Caratteristiche
| Unknown route-map component "CONTgq" | Unknown route-map component "STR+r" |  |

| Unknown route-map component "KBHFxe" |

|  | Unknown route-map component "exABZgl" | Unknown route-map component "exCONTfq" |

| Unknown route-map component "exHST" |

| Unknown route-map component "exBHF" |

| Unknown route-map component "exHST" |

| Unknown route-map component "exBHF" |

| Unknown route-map component "exBHF" |

| Unknown route-map component "exHST" |

| Unknown route-map component "exBHF" |

| Unknown route-map component "exBHF" |

| Unknown route-map component "exHST" |

| Unknown route-map component "CONTgq" | Unknown route-map component "xABZg+r" |  |

| Station on track |

| Unknown route-map component "LKRW+l" | Unknown route-map component "xKRWgr" |  |

| Unknown route-map component "LSTR" | Unknown route-map component "exHST" |  |

| Unknown route-map component "LSTR" | Unknown route-map component "exHST" |  |

| Unknown route-map component "LSTR" | Unknown route-map component "exHST" |  |

| Unknown route-map component "LSTR" | Unknown route-map component "exBHF+KHSTa" + Unknown route-map component "exHST" |  |

| Unknown route-map component "LSTR" | Unknown route-map component "HSTeBHF" + Unknown route-map component "exHST" |  |

| Unknown route-map component "eKRWg+l" | Unknown route-map component "exKRWgr" |  |

| Station on track | Unknown route-map component "exSTR" |  |

| Unknown route-map component "hKRZWae" | Unknown route-map component "exSTR" |  |

| Unknown route-map component "KRWgl" | Unknown route-map component "xKRWg+r" |  |

| One way leftward | Unknown route-map component "KRZu" | Unknown route-map component "CONTfq" |

| Small non-passenger station on track |

| Unknown route-map component "eHST" |

| Unknown route-map component "HSTeBHF" + Unknown route-map component "lBST" |

| Unknown route-map component "eHST" |

| Unknown route-map component "HSTeBHF" + Unknown route-map component "eHST" |

| Unknown route-map component "eHST" |

| Unknown route-map component "exKBHFe+KHSTe" + Unknown route-map component "lBST" |

La tratta è gestita da Rete Ferroviaria Italiana, a binario semplice esercita a spola ed elettrificazione a 3000 V in corrente continua. Il tratto da Priverno a Priverno-Fossanova, benché abbandonato, risulta formalmente attivo.
I passaggi a livello sono interamente automatici, ad eccezione del primo dopo Priverno-Fossanova (protetto dal segnalamento) e di quelli tra Priverno e Sonnino.
Le velocità massime consentite sono relativamente basse benché la geometria del tracciato e il binario consentano velocità teoricamente maggiori.